# Plonévez-Porzay
Plonévez-Porzay település Franciaországban, Finistère megyében. Lakosainak száma 1783 fő (2022. január 1.). Plonévez-Porzay Locronan, Cast, Kerlaz, Ploéven és Quéménéven községekkel határos.

## Népesség
A település népességének változása:
| Lakosok száma | 1527 | 1643 | 1663 | 1656 | 1795 | 1780 | 1758 | 1784 | 1787 | 1783 |
|               | 1968 | 1982 | 1990 | 2006 | 2013 | 2015 | 2017 | 2019 | 2020 | 2022 |